# Wilfersdorf
Wilfersdorf là một thị xã thuộc huyện Mistelbach trong bang Niederösterreich.